# Pindaré (microregio)
Pindaré is een van de 21 microregio's van de Braziliaanse deelstaat Maranhão. Zij ligt in de mesoregio Oeste Maranhense en grenst aan de mesoregio's Norte Maranhense in het noordoosten en Centro Maranhense in het zuidoosten en de microregio's Imperatriz in het zuidwesten en Gurupi in het westen en noorden. De microregio heeft een oppervlakte van ca. 36.001 km². Midden 2004 werd het inwoneraantal geschat op 585.348.
22 gemeenten behoren tot deze microregio:
| - Altamira do Maranhão - Alto Alegre do Pindaré - Araguanã - Bom Jardim - Bom Jesus das Selvas - Brejo de Areia - Buriticupu - Governador Newton Bello - Lagoa Grande do Maranhão - Lago da Pedra - Marajá do Sena | - Nova Olinda do Maranhão - Paulo Ramos - Pindaré Mirim - Presidente Médici - Santa Inês - Santa Luzia - Santa Luzia do Paruá - São João do Carú - Tufilândia - Vitorino Freire - Zé Doca |

Mesoregio's: Centro Maranhense · Leste Maranhense · Norte Maranhense · Oeste Maranhense · Sul Maranhense

Microregio's: Aglomeração Urbana de São Luís · Alto Mearim e Grajaú · Baixada Maranhense · Baixo Parnaíba Maranhense · Caxias · Chapadas das Mangabeiras · Chapadas do Alto Itapecuru · Chapadinha · Codó · Coelho Neto · Gerais de Balsas · Gurupi · Imperatriz · Itapecuru Mirim · Lençóis Maranhenses · Litoral Ocidental Maranhense · Médio Mearim · Pindaré · Porto Franco · Presidente Dutra · Rosário